# Potamós tis Ézousas
Potamós tis Ézousas är ett periodiskt vattendrag i Cypern.   Det ligger i distriktet Eparchía Páfou, i den sydvästra delen av landet, 100 km sydväst om huvudstaden Nicosia.